# エティン
エティン(Ettin)は、テーブルトークRPG『ダンジョンズ&ドラゴンズ』（D&D）に登場する、1つの胴体に2つの頭がある架空の巨人である。エティンという名前は北欧神話に登場する霜の巨人を表す古英語の「eoten」が発展した「ettin」から取られたものである。

## 元ネタ
エティンはオーストラリアの民話研究家、ジョゼフ・ジェイコブス(en:Joseph Jacobs)が1890年に編纂した『English Fairy Tales』に収録されている“赤鬼エティン(The Red Ettin)”にて、3つの頭を持つ怪物として登場している。この怪物は主人公の兄弟に謎かけをするなど、D&Dのエティンに見られる愚鈍なイメージはない。

## 掲載の経緯
エティンは『アドバンスト・ダンジョンズ&ドラゴンズ』（AD&D）第1版から登場している。

### AD&D 第1版(1977-1988)
エティンが初めて登場したのは『Monster Manual』(1977、未訳)で、ここでは「夜行性ゆえに地下に棲息する巨人のような怪物」と紹介され、不潔な毛皮をまとい、釘が刺さった棍棒を両手に携えた、左右の頭がそれぞれの腕を動かす現在に繋がるエティンの姿があるのだが、その容姿はむしろオークを思わせるとも記している。巨人たちとの戦いをテーマとした冒険シナリオ集、『Against the Giants』(1981、未訳)では、第3話「Hall of the Fire Giant King」に登場している。またモンスター集『Fiend Folio』(1981、未訳)ではエティンとトロールを掛け合わせたジャイアント・ツーヘッデッド・トロールが紹介された。長編シナリオ集『The Temple of Elemental Evil』(1985、未訳)にもエティンは登場している。
『ドラゴン』92号(1984年12月)にはエド・グリーンウッドによる“エティンの生態”特集が組まれた。同誌141号(1989年1月)にはモンスター種族のシャーマンについて特集した“Orcs Throw Spells, Too!”欄にてエティンが持つ信仰のあり方について触れている。また、同誌172号(1991年8月)には読者投稿による“The Dragon?s Bestiary”コーナーにて、一つ目のエティン、ビックロップス(Biclops)が紹介された。

### D&D 第2版(1977-1999)
いわゆるクラシックD&Dと呼ばれるD&D第2版では、『Dungeons & Dragons Adventure Game』(1999年、未訳)に登場している。

### AD&D 第2版(1989-1999)
AD&D第2版では『Monstrous Compendium Volume 2』(1989、未訳)に登場し、『Monstrous Manual』(1983、未訳)に再掲載された。

### D&D 第3版(2000-2002)、D&D 第3.5版(2003-2007)
D&D第3版では『モンスターマニュアル』(2000)に登場し、3.5版でも改訂版『モンスターマニュアル』(2005)に登場した。同書にあるスケルトンの紹介には、エティンのスケルトンもある。また、『モンスターマニュアルIII』(2004)では魔法によって改造されたスペルウォープト・エティン(spellwarped ettin)が登場した。

モンスター種族をPCとして選べるサプリメント、『Savage Species』(2003、未訳)ではプレイヤー用種族として登場している。アンデッドを扱った『Libris Mortis』(2004、未訳)には死霊術師の弟子となったフーデッド・ピューピル・クリーチャー(Hooded Pupil Creature)の一例として“フーデッド・ピューピル・エティン”が登場した。『ドラゴン』314号(2003年12月)には“Brotherhood of the Burning Heart”欄にてファイアー・ソウルド・エティン(Fire-souled Ettin)が登場した。

### D&D 第4版(2008-)
D&D第4版では、『モンスター・マニュアル』(2008)に以下の個体が登場した。
- エティンの乱暴者／Ettin Marauder
- エティンの霊呼び／Ettin Spirit-Talker

また、『モンスター・マニュアルII』(2009)には、デーモン・プリンス(強大なデーモン)、デモゴルゴンのエグザルフ(側近)として、エティンのスララック(Thrarak)が登場した。
冒険シナリオ集、『Pyramid of Shadows』(2008、邦題『影のピラミッド』)にもグラック(Gurrak)という名のエティンと遭遇する。その他、『ダンジョン』199号(2012年2月)掲載シナリオ“Glacial Rift of the Frost Giant Jarl”にエティン・バーサーカー(Ettin Berserker)が、同誌200号(2012年3月)掲載シナリオ“Hall of the Fire Giant King in Dungeon”ではエティンとファイアー・ジャイアント(炎の巨人)との混血たるツーヘッデッド・ファイアー・ジャイアント(Two-Headed Fire Giant)が2人(それぞれ、HarrigusとSkaltathという名がある)が登場した。
エッセンシャルズのモンスター集、『Monster Vault』(2010、未訳)では、エティンの乱暴者に加えて以下の個体が登場している。
- エティンのこそ泥／Ettin thug
- エティンの“怒りの歌い手”／Ettin Wrath Chanter
- エティンの狩人／Ettin Hunter

### D&D 第5版(2014-)
D&D第5版では、『モンスター・マニュアル』(2014)に登場している。

## D&D以外のテーブルトークRPG

### パスファインダーRPG
D&D3.5版のシステムを継承するパスファインダーRPGにてエティンは『ベスティアリィ』(2009)に登場している。

### 13th Age
D&D第4版デザイナー、ロブ・ハインソーとジョナサン・トゥイートによるd20システム使用のファンタジーRPG、13th Ageでは、『13th Age RPG Core Book』(2013、未訳)に登場している。

### 迷宮キングダム
迷宮キングダムでは、鬼族の一員として“両面宿儺”の和名で登場する。

### アリアンロッドRPG
アリアンロッドRPGでは暗褐色の剛毛に覆われた大猿のような巨人で、頭部は複数ある。第2版であるアリアンロッドRPG 2Eにも登場している。

## 肉体的特徴
成人したエティンの体長は13フィート(約4m)、体重は5,200ポンド(約2,4t)ほどある。
エティンは2つの頭部が1つの胴体に横並びに生えている筋骨隆々の巨人である。頭部はオークを思わせるブタやイノシシに似た面立ちで、突き出た下あごからはイノシシのように犬歯が伸びている。犬歯以外の歯は手入れもせず虫歯だらけである。堅く直毛な頭髪も伸び放題である。
エティンの肌は桃色がかった褐色だが、極度の不潔さゆえに垢と埃にまみれて灰色をした革のようになっている。
エティンの寿命はおよそ75歳ほどである。

## 生態
エティンは粗暴にして野蛮だが、夜陰に乗じて獲物を狩る抜け目ない狩人である。食い意地がはっている彼らは荒野や山林、薄暗い洞窟をさまよい歩き、目にしたものは見つけ次第襲撃する。無闇に襲いかかるよりは待ち伏せする方を好むが、それでも一度戦闘が始まれば相手が全滅するまで暴れ回るのが常である。手に負えない乱暴者であるエティンの属性は“混沌にして悪”である。
エティンの特徴である2つの頭は別の人格であり、それぞれ右の頭が右手を、左の頭が左手を操る。これによって両手に持った2本の武器を自在に振り回すことができる。

元来孤独を好むエティンにとって、別人格であり揃って気まぐれであるお互いの頭は互いに軽蔑しあい口論をし合う仲である。片方が眠っている間だけは、もう片方にとっては貴重な1人でいられる時間である。そのため、どちらか片方は常に起きていることからエティンは非常に感覚が鋭く、番人や斥候などに重宝されている。
なお、エティンは名前もそれぞれの頭で別の物を持っており、2人の名前を合わせて1体のエティンの名としている。例えば、片方はハーグル(Hargle)、もう片方はヴァーグル(Vargle)というエティンは他人からは総じてハーグルヴァーグル(Harglevargle)と呼ばれる。
エティンはとても不潔な怪物で、身体を洗うことを嫌う。そのため、身体は垢と埃にまみれ、虫歯だらけの口から発する口臭はもの凄い。

衣服もはぎ取った獣皮やレザー・アーマーを無造作にまとっているだけで手入れなどしていない。住処もまた、食い散らかした食べかすやゴミの臭いが充満している。
エティンの2つある頭は同一の性として意識している。繁殖をするわずかな期間のみ、エティンの男女は共同生活をする。出産するまでの間は、女性が主導権を握り、男性は彼女を養うことを強いられる。当然ながら、単体であっても互いの頭のことを疎ましく思っているエティンにとって、4つの粗暴な人格が同居する共同生活はとてもやかましいものである。子供が生まれたら男性は解放される。

子供は1年ほどで成育する。成育した子供は放り出され、住処は捨てられる。
エティンは独自の言語を持たないが、オーク語、ゴブリン語、巨人語が入り交じった混成語を話す。
稀にだが、強力なエティンが少数の同族やオーク、ゴブリンを手下に抱え徒党を組むことがある。だが、この徒党の結束は弱く、財宝が減ったりリーダーが斃されたりしたら、そのまま解散してしまう。
エティンは財宝には興味がないが、他の者が財宝に関心があることは理解しているので洞窟に貯め、その財宝でオークやゴブリンを雇っている。

### デモゴルゴンの側近・スララック
スララックはD&Dの世界でも最強のデーモンとして知られるデモゴルゴンに仕える女エティンである。エティンのように2つの人格を持った双頭のデーモンであるデモゴルゴンのうち、彼女が仕えるのは策略家アーメイルの方である。彼女は太古の時代、デモゴルゴンが土と石を司るプライモーディアル(古代神霊)、ストルローク(Storralk)を斃した際にその血を以て生み出した最初のエティンの一体である。彼ら最初のエティンはストルロークの肉片が埋め込まれ、彼らが傷つくたびに現在デモゴルゴンの玉座の真下に埋葬されたストルロークに苦痛を与える。

スララックはデモゴルゴンの住処に留まり、ストルロークに永遠の苦痛を与えるべく、彼を癒しては拷問を科すことを繰り返している。同時に、デモゴルゴンの敵となり得る英雄たちに目を光らせては、次元を渡って抹殺する活動をしている。

## 信仰
エティンはヒル・ジャイアント(丘巨人)と等しく、グロラントール(Grolantor)という神を信仰しているとされているが、当のエティンたちはグロラントールを単に強力なエティン程度にしか見なしていないので、グロラントールもエティンにあまり恩恵を与えていない。

## コンピュータゲームでのエティン
- 『ウルティマ』

第1、4、5作に登場。『ウルティマオンライン』にも登場している。
- 『ウィザードリィエンパイア』シリーズ

『ウィザードリィ アスタリスク 〜緋色の封印〜』にも登場。
- 『エバークエスト2』

双頭ではなく、1つ頭のモンスターである。
- 『サガ フロンティア』
- 『キングダムズ オブ アマラー：レコニング』

2012年にスパイク・チュンソフトによって日本語版が発売された。
- 『ティル・ナ・ノーグ』シリーズ
- 『タワー オブ アイオン』

NCSOFTが運営するMMORPG。単頭の雪男を思わせる毛むくじゃらのモンスター。
- 『神撃のバハムート』
- 『バハムートブレイブ』

オルトプラスがGREEにて配信しているファンタジーカードバトルゲーム。
- 『Kingdom Conquest II』

Kingdom Conquestの続編。
- 『ドラゴンコレクション』
- 『ドラゴンブレイブ』

ストンピィが運営するファンタジーカードバトルゲーム。
- 『モンスターパラダイス+』

ポケラボが運営するカードバトルRPG。